# Tucea, Kozeatîn
Tucea (în ucraineană Туча) este un sat în comuna Kumanivka din raionul Kozeatîn, regiunea Vinnița, Ucraina.

## Demografie
Componența lingvistică a localității Tucea
     Ucraineană (99,36%)
     Alte limbi (0,64%)
Conform recensământului din 2001, majoritatea populației localității Tucea era vorbitoare de ucraineană (99,36%), existând în minoritate și vorbitori de alte limbi.